# Sharjah International Cycling Tour
Die Sharjah International Cycling Tour (auch Sharjah Tour oder Sharjah Cycling Tour genannt) ist ein Straßenradrennen in den Vereinigten Arabischen Emiraten.
Seit der Erstaustragung im Jahr 2012, wird das Rennen als Etappenrennen über vier bzw. fünf (ab 2021) Tage von dem Sharjah Sport Council ausgetragen. Ursprünglich wurde das Rennen im späten Herbst abgehalten, ehe es 2018 in den Januar verlegt wurde. Seit dem Jahr 2013 ist das Rennen Teil der UCI Asia Tour und wurde 2016 und 2018 als Rennen der Kategorie 2.1 eingestuft. Die Neuauflage im Jahr 2022 ist ein Rennen der Kategorie 2.2.
Neben der Hauptstadt des Emirats (Schardscha), ist vor allem das Hadschar-Gebirge ein wichtiger Bestandteil der Streckenführung. Zudem werden vereinzelt Etappen als Einzelzeitfahren ausgetragen.
Der Gesamtführende der Rundfahrt trägt ein gelbes Trikot. Weitere Trikots gibt es für die führenden der Punkte- (grün), Berg- (rot) und Nachwuchswertung (weiß), sowie ein Trikot in den Nationalfarben der Vereinigten Arabischen Emirate für den besten einheimischen Fahrer. Zudem gibt es Zeitbonifikationen, die bei den Zwischensprintwertungen (3, 2 und 1 Sekunde) und den Zielankünften (10, 6 und 4 Sekunden) ausgefahren werden und das Gesamtklassement beeinflussen.
Andere Rennen in der Region sind die UAE-Tour, die Tour of Oman und die Saudi Tour.

## Palmarès
| Jahr      | Gesamtwertung            | Punktewertung       | Bergwertung                   | Nachwuchswertung         | Teamwertung                     |
| --------- | ------------------------ | ------------------- | ----------------------------- | ------------------------ | ------------------------------- |
| 2012      | Yousef Mirza Bani Hammad | -                   | -                             | -                        | -                               |
| 2013      | Roman Van Uden           | Abdelbaset Hannachi | Abdelbaset Hannachi           | Islam Nasser Ragaey Zaki | -                               |
| 2014      | Aleksandr Pliușkin       | Aleksandr Pliușkin  | Soufiane Haddi                | Luuc Bugter              | Skydive Dubai Pro Cycling Team  |
| 2015      | Soufiane Haddi           | Andrea Palini       | Nur Amirul Fakhruddin Marzuki | Angel De Julian          | Skydive Dubai-Al Ahli Club      |
| 2016      | Adil Jelloul             | Stanislau Baschkou  | Issak Tesfom Okubamariam      | Oussama Mansouri         | Skydive Dubai-Al Ahli Club      |
| 2017      | -                        | -                   | -                             | -                        | -                               |
| 2018      | Javier Moreno            | Jakub Mareczko      | Eddie van Heerden             | Salim Kipkemboi          | Delko Marseille Provence KTM    |
| 2019–2021 | -                        | -                   | -                             | -                        | -                               |
| 2022      | Grega Bole               | Grega Bole          | Anass Aït El Abdia            | Aleksey Fomovskiy        | Terengganu Polygon Cycling Team |
| 2023      | Adne van Engelen         | Nassim Saidi        | Aiman Cahyadi                 | Rudolf Remkhi            | Roojai Online Insurance         |
| 2024      | Gal Glivar               | Pierre Barbier      | Anass Aït El Abdia            | Gal Glivar               | Burgos-BH                       |